# Venetianskt glas

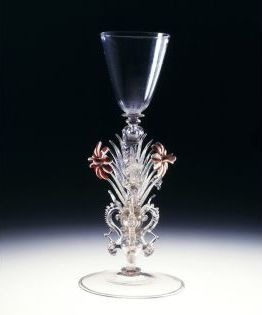
Goblet, 1675-1725, Venedig V & A Invnr. 108-1853.

Venetianskt glas, tillverkat i Murano utanför Venedig, var från 1200-talet det förnämsta i Europa intill 1600-talet, då tillverkningsmetoderna inte längre gick att hemlighålla. Omkring år 1500 började en verklig blomstring, delvis tack vare tekniska förbättringar. Glaset blev mycket tunt, fick smäcker form och dekorerades ofta med pålagda glasband eller vingformade utsprång, så kallat flygelglas.
Specialiteter var bland annat trådglaset med inlagda färgade trådar, det mångfärgade millefioriglaset, det guldskimrande aventuriglaset, glasspeglar och ljuskronor.

## Historik
Inför ombyggnationen av Nils Ericsons sluss och byggandet av trafikplatsen Slussen i Stockholm påträffades under arkeologiska undersökningar i ett 1300-talslager rester av ett tegelhus i vilket hittades fynd av mycket ovanliga glasskärvor tillhörande en blåemaljerad venetiansk glasbägare.
Under medeltiden var glas mycket dyrt och man kan anta att den vackra glasbägaren varit ett statusobjekt. Idag finns endast fyra hela exemplar kvar i världen men inget av dem är av blått glas som skärvan från Slussen. Glasen tillverkades under perioden 1280-1350 och har troligtvis kommit till Sverige genom Hansans aktiviteter.
Veneitianskt glas har upplevt en ny blomstring i vår tid bland annat genom Paolo Venini.

## Teknik

### Material
Glas är tillverkat av kiseldioxid. Andra råmaterial, som kallas flussmedel eller smältmedel, tillåter glaset att mjukna vid lägre temperaturer. Ju mer natriumoxid som föreligger i glaset, desto långsammare stelnar det. Detta är viktigt då det ger glasmakaren mer tid att forma materialet. De olika råvaror en hantverkare kan lägga till em glasblandning är natrium (för att minska smälttemperaturen), nitrat och arsenik (för att eliminera bubblor) och färg eller opakgörande ämnen.

### Färger, tekniker och material
Färger, tekniker och material varierar beroende på utseendet som glaskonstnären försöker uppnå. Akvamarin skapas genom användning av koppar- och koboltföreningar, medan rubinröd kräver en guldlösning som färgämne. Murrinteknik börjar med skiktning av färgat flytande glas, som sedan sträcks till långa stavar som kallas pinnar. Filigran (en typ av caneworking), incalmo, emaljmålade, glasgravyr, guldgravyr, lattimo, räfflade glas och nedsänkning är bara några av andra tekniker en glaskonstnär kan utnyttja.

### Verktyg
Muranoglasmakare använder specialiserade verktyg i skapandet av sina glas. Några av dessa verktyg är borselle (tång eller plattång som används för att handforma det glödheta glaset), canna da Soffio (blåsrör), pontello (en järnstång som glaset fästes vid efter blåsning för göra den sista finishen), Scagno (glasmästerarbetsbänk) och tagianti (stor glaskllippare).